# Fliegerhorst Hinterstoisser

i7
i11
i13
Der Fliegerhorst Hinterstoisser (ICAO-Code: LOXZ) in Zeltweg (Steiermark) ist der größte Militärflugplatz des österreichischen Bundesheeres. Weiters befindet sich dort das ungerichtete Funkfeuer mit dem Rufzeichen ZW für die Flugnavigation sowie der Hauptstandort des Überwachungsgeschwaders. 

## Geschichte
Der Fliegerhorst wurde im Jahr 1937 nach Aufstellung der Luftstreitkräfte errichtet. Er wurde neben Aigen im Ennstal ausgewählt, da er sich im Schutz der Alpen befindet.
Nach Planungen, die 1935 begonnen hatten, wurden für den Flugschulbetrieb neben einer unbefestigten Landepiste vier Flugzeughallen, vier Mannschaftsgebäude sowie Wirtschafts- und Wachgebäude errichtet. Ein regelmäßiger Flugbetrieb begann Ende Jänner 1938.
Beim Anschluss Österreichs wurden alle Militärflugplätze sofort besetzt. Die Luftwaffe der Wehrmacht erweiterte den Fliegerhorst Hinterstoisser und richtete dort eine Flugzeugführerschule ein. Die Schule wurde später geteilt, wobei ein Teil nach Klagenfurt verlegt wurde, während der andere Teil täglich seine Übungsflüge im Raum Parndorf im Burgenland absolvierte. 1942 betonierte man Rollfelder und eine Start- und Landebahn.
1943 wurde aus der Schulstaffel eine Alarmstaffel, die vor allem gegen Partisanen in Slowenien eingesetzt wurde. 1944 begannen die Angriffe der Alliierten, fügten aber trotz 15 Luftangriffen dem Flughafen keine nennenswerten Schäden zu. Gegen Ende des Zweiten Weltkrieges war der Flugplatz als Einsatzflugplatz im Rahmen der Alpenfestung vorgesehen. Vorrückende sowjetische Truppen besetzten ihn. Er wurde später britischen Truppen übergeben. In der Besatzungszeit wurde der Platz von der Royal Air Force nicht genutzt, sondern nur als Bedarfsflugplatz erhalten.
Nach dem Staatsvertrag von 1955 wurde der Platz der Republik Österreich übergeben. Zuerst nur von der Infanterie benutzt, wurde er 1956 wieder den Luftstreitkräften übergeben.

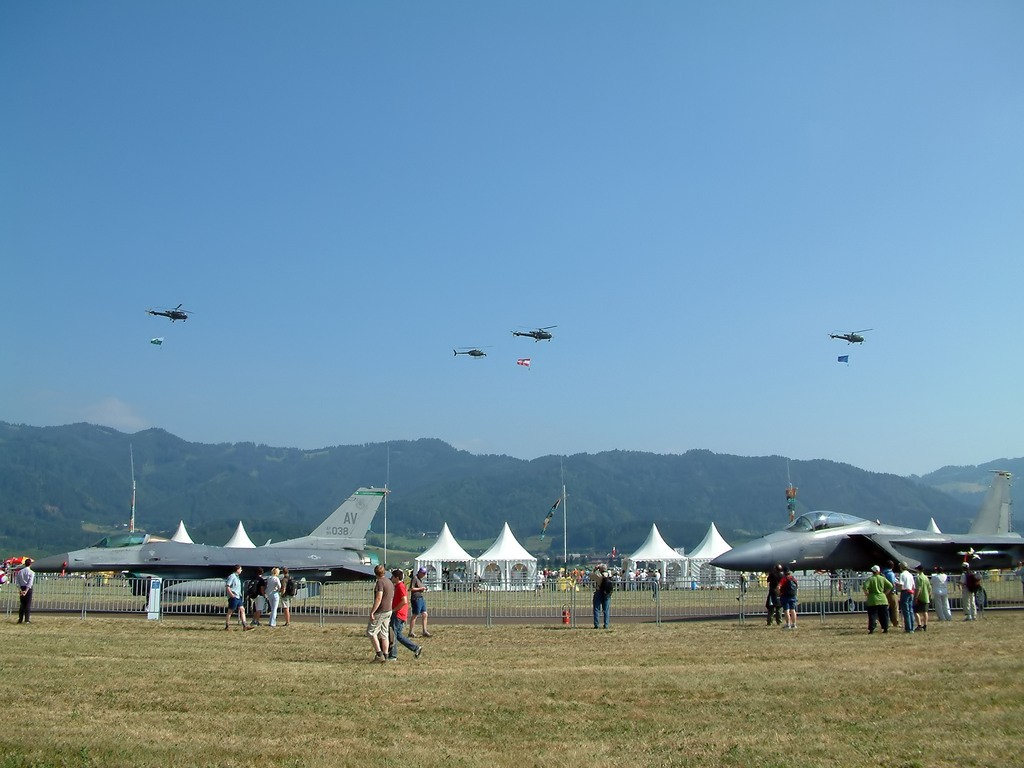
Hubschrauberparade des Bundesheeres bei der Airpower 2005 in Zeltweg

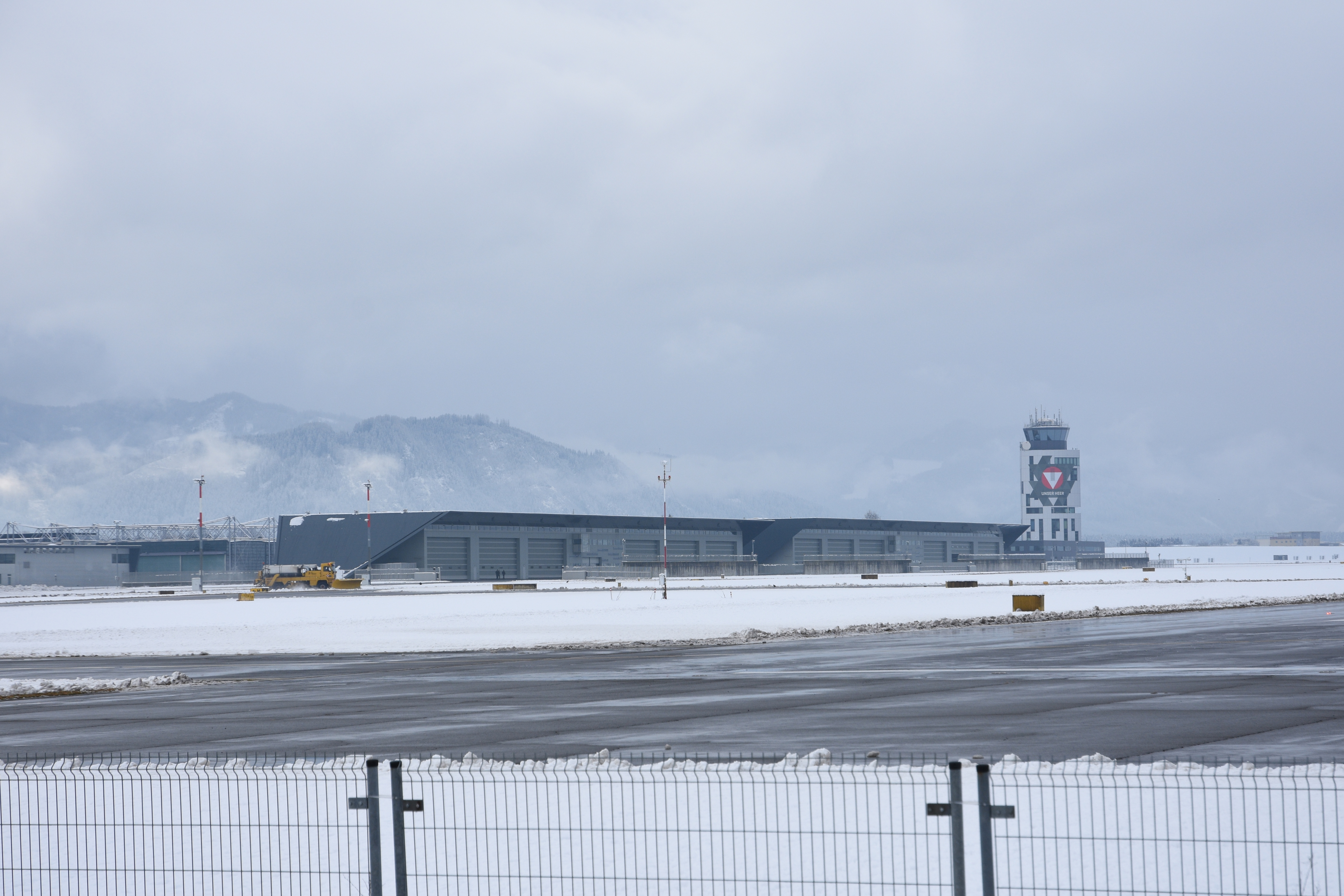
Tower und Landebahn

1967 erhielt er den Namen Fliegerhorst Hinterstoisser-Zeltweg nach dem österreichischen Flugpionier Franz Hinterstoisser. Seit 1997 fanden in Zeltweg unter dem Namen AirPower internationale Flugtage statt. 2007 landete der erste Eurofighter des österreichischen Bundesheeres auf dem Fliegerhorst Zeltweg. Der Fliegerhorst Hinterstoisser ist heute der einzige Stützpunkt der Eurofighter des österreichischen Bundesheers. Hierfür wurde das gesamte Gelände seit dem Jahr 2003 großflächig umgebaut und saniert. Dies sollte ursprünglich 47 Millionen Euro kosten; 2010 bezifferte der Rechnungshof die tatsächlichen Kosten mit 161 Millionen Euro.
Neu gebaut wurde unter anderem die Flugzeugwerft, ein Staffelgebäude, ein Ausbildungsgebäude und der Tower. Außerdem wurde die Landebahn saniert, ein Fangnetzsystem installiert und zwölf Einsatzboxen für den Eurofighter Typhoon gebaut.
Aufgrund eines Mangels an Bodenpersonals wurde im Frühjahr 2025 ein Teil der Eurofighter aus Zeltweg nach Linz und Klagenfurt verlegt, um die Sicherung des österreichischen Luftraums sicherzustellen. Durch den Personalmangel war diese Bewachung im November 2024 für einige Tage nicht gegeben.

## Militärluftfahrtmuseum Zeltweg
Im Hangar 8 des Fliegerhorsts Hinterstoisser befindet sich das „Militärluftfahrtmuseum Zeltweg“. Auf 5000 m² Fläche sind hier 23 historische Luftfahrzeuge, von der Jak-18 bis zum Draken, ausgestellt. Darüber hinaus werden Flugmotoren und Strahltriebwerke, Luftraumüberwachungs-Radaranlagen, fliegertechnische Geräte, Flugabwehrkanonen, historische Fahrzeuge der Luftstreitkräfte, Geräte der Flieger- und Fernmeldetruppe, Uniformen, Fliegersonderbekleidung, Modelle, Abzeichen sowie historische Fotos gezeigt. Weiters wird eine Museumswerkstätte unterhalten, in der ein Schnittmodell eines Draken gezeigt wird. Seit 2005 wird diese Ausstellung als Außenstelle des Wiener Heeresgeschichtlichen Museums betrieben. Auch Sonderausstellungen werden organisiert, wie etwa Fliegen im Ersten Weltkrieg (26. April bis 20. Oktober 2013) oder Dröhnende Motoren (7. September bis 20. Oktober 2013). Seit der Museumssaison 2017 wird eine durch die Interessengemeinschaft Luftfahrt Fischamend gestaltete Sonderausstellung zur k.u.k. Militär-Aëronautischen Anstalt Fischamend gezeigt.

## Flugplatz als Rennstrecke
Im Jahr 1960 wurde auf dem Gelände das Abschlussrennen der 35. Internationalen Sechstagefahrt durchgeführt.
Für den in der Formel-1-Saison 1963 erstmals ausgetragenen Großen Preis von Österreich wählte man den Flugplatz von Zeltweg als Rennstrecke. Dieses Rennen, das nicht zur Formel-1-Weltmeisterschaft zählte, gewann Jack Brabham. Im folgenden Jahr war der Große Preis von Österreich erstmals ein Rennen mit Weltmeisterschaftsstatus. Lorenzo Bandini auf Ferrari gewann nach 2 Stunden 6 Minuten und 18,23 Sekunden das über 105 Runden gehende Rennen. Es war Bandinis einziger Formel-1-Sieg. Den Rundenrekord stellte Graham Hill mit 1:09,8 min auf. Auf der unebenen Strecke fielen 11 der 20 Starter aus. Seit 1970 wird der Große Preis von Österreich auf dem neu errichteten Österreichring im benachbarten Spielberg ausgetragen.

### Sieger des Formel-1-Weltmeisterschaftslaufs in Zeltweg
| Nr. | Jahr | Fahrer          | Konstrukteur | Motor   | Reifen | Zeit         | Streckenlänge | Runden | Ø-Tempo      | Datum      | GP von     |
| --- | ---- | --------------- | ------------ | ------- | ------ | ------------ | ------------- | ------ | ------------ | ---------- | ---------- |
| 1   | 1964 | Lorenzo Bandini | Ferrari      | Ferrari | D      | 2:06:18,23 h | 3,2 km        | 105    | 159,615 km/h | 23. August | Österreich |

Auf der Rennstrecke fuhr im Juli 2021 Christoph Strasser als erster Mensch 1000 Kilometer auf einem Fahrrad in weniger als 24 Stunden.